# Maciej Srebro
Maciej Edward Srebro (ur. 19 lutego 1966 w Poznaniu) – polski polityk, menedżer, poseł na Sejm I kadencji, w latach 1999–2000 minister łączności w rządzie Jerzego Buzka.

## Życiorys
W 1989 ukończył studia na Wydziale Prawa i Administracji Uniwersytetu im. Adama Mickiewicza w Poznaniu. Został również absolwentem programu AMP Warsaw – prowadzonego przez IESE Business School. Objął funkcję wiceprezesa polskiego oddziału stowarzyszenia absolwentów IESE.
Pracował jako doradca prawno-finansowy. W latach 1991–1993 sprawował mandat posła I kadencji wybranego z listy Wyborczej Akcji Katolickiej (z ramienia Zjednoczenia Chrześcijańsko-Narodowego) w okręgu kaliskim. W latach 90. pełnił funkcję prezesa zarządu spółki prawa handlowego działającej w branży doradczej i finansowej, od 1998 do 1999 wchodził w skład zarządu Agencji Rozwoju Przemysłu. Od marca 1999 do marca 2000 był ministrem łączności w rządzie Jerzego Buzka.
Po odejściu z resortu do 2002 pełnił funkcję prezesa zarządu w spółkach prawa handlowego Synergies i Goodwill Investment&Finance. Został członkiem Opus Dei. W 2004 (m.in. z Januszem Siekańskim) spółkę z o.o. Rodzice dla Szkoły, zajmującą się finansowaniem związanych z Opus Dei szkół katolickich w Polsce; do 2005 pełnił funkcję jej prezesa. W 2006 został prezesem zarządu Telekomunikacji Kolejowej. Od sierpnia 2008 do marca 2009 zajmował tożsame stanowisko w spółce akcyjnej Biatel. W 2008 został prezesem zarządu spółki z o.o. Advanced Technology Solution i członkiem zarządu spółki z o.o. Fidea Effect.
Jest żonaty, ma czworo dzieci.